# Itaparica (île)
Pour les articles homonymes, voir Itaparica.
L'île d'Itaparica est localisée dans la baie de tous les Saints, sur le littoral de l'État de Bahia au Brésil. Elle s'étend sur 36 km pour une superficie de 146 km2 avec 55 000 habitants répartis en 35 localités qui forment elles-mêmes deux municipalités, Itaparica et Vera Cruz.

## Toponymie
En langage tupi Itaparica signifie « ceint par des pierres » à cause de la barrière de récifs qui longent toute sa côte côté océan. L´île a été découverte en 1501 en même temps que la baie de tous les Saints.

## Histoire
On note à partir de 1560 l'influence des Jésuites dans la localité de Baiacu aussi nommée Vila do Senhor da Vera Cruz. À cette époque apparaissent les premières plantations de canne à sucre et de blé ainsi que l'élevage bovin. Les religieux ont érigé un barrage hydraulique.
La richesse attira les corsaires anglais qui attaquèrent l'île en 1597 puis les Hollandais qui envahirent Itaparica jusqu'en 1647. Ces derniers ont construit le fort de São Lourenço. L'île fut le théâtre de la lutte pour l'indépendance de Bahia entre 1821 et 1823. L'île fut détachée de Salvador de Bahia le 8 aout 1833 et constituée en municipalité en 1962. Plus tard, l´île fut divisée en deux municipalités : Itaparica et Véra Cruz.

## Littérature
Sur l'île comme disent les habitants de la capitale, est né et a vécu pendant de longues années João Ubaldo Ribeiro, auteur et académicien. Son œuvre principale Viva o povo brasileiro se déroule à Itaparica.

## Attractions
Itaparica est une des plus belles îles du littoral brésilien[réf. souhaitée]. Sa côte étendue, proche des récifs de coraux appelés récifes das Pinaúnas se prolonge de Bom Despacho jusqu'à Ponta de Aratuba. En 1997 fut constitué l'aire de protection environnementale Pinaúnas.
Au nord de l'île des navettes commerciales (lanchas e ferry-boat) permettent de joindre Salvador de Bahia en 45 minutes ; au sud le pont João das Botas permet de rejoindre le continent en traversant le détroit de Funil.
La ville d'Itaparica est la seule station thermale en bord de mer d'Amérique qui possède une eau aux pouvoirs digestifs et diurétiques exceptionnels recommandée contre les problèmes au foie et aux reins[réf. souhaitée].

## Personnalité
- Maria Felipa de Oliveira y est née.